# Jogos Paralímpicos de Inverno de 2002
Os Jogos Paraolímpicos de Inverno de 2002 foram realizados em Salt Lake City, Utah, Estados Unidos da América.
A atleta Ragnhild Myklebust da Noruega ganhou cinco medalhas de ouro no esqui e biatlo, tornando-se a mais bem sucedida atleta Paraolímpica de Inverno de todos os tempos, com 22 medalhas, 17 das quais de ouro.Esta edição foi menor do que a edição anterior,pois a Corrida de Trenò foi retirada do programa dos Jogos e em seu lugar entraria o Curling em cadeira de rodas,em Turim 2006.

## Símbolo e Mascote dos Jogos
O logo dos Jogos Paraolímpicos de Inverno Salt Lake 2002 é constituído por 3 marcas distintas. A esfera no topo representa a cabeça dos atletas Paraolímpicos e também simboliza a unidade global do Movimento Paraolímpico. As duas grandes linhas representam os atletas em movimento. Os 3 Tae-geuks representavam mente,espírito e corpo.O slogan do movimento paraolímpico até 2004.
A mascote para os Jogos Paraolímpicos de Salt Lake City 2002 foi  Otto, uma lontra. As primeiras nações de Utah consideraram a lontra como sendo o mais poderoso de todos os animais. Depois de ser inicialmente aniquilados pela poluição e pelo açoriamento, a lontra foi reintroduzida no Utah e pode ser vista junto a matas de galeria do Green River e perto do Flaming Gorge. A lontra foi escolhida como a mascote oficial para os Jogos Paraolímpicos de Inverno Salt Lake City 2002 devido a ela incorporar vitalidade e agilidade, representando o espírito de todos os Paraolímpicos.

## Esportes
Esta edição teve 92 eventos em três desportos: esqui alpino, hóquei sobre trenó,o esqui alpino e o esqui nórdico. O desporto de esqui nórdico teve duas disciplinas, o biatlo e o Esqui Cross Country.
Os jogos consistiram em 4 disciplinas de 3 desportos:
- Esqui Alpino
- Hóquei Sobre Trenó
- Esqui Nórdico
  - Biatlo
  - Esqui Cross Country

### Ogden
Snowbasin - Esqui Alpino

### Parque Estadual das Montanhas Wasatch
Soldier Hollow - Esqui Cross-Country e o Biatlo

### Salt Lake City
- Estádio Rice-Eccles - Cerimônia de Abertura[3]
- Quarteirão Olímpico - Cerimônia de Encerramento[4]
- Vila Olímpica

### West Valley City
- E Center - Hóquei Sobre Trenó[5]

## Quadro de Medalhas
| Ordem | País           | Medalha de ouro | Medalha de prata | Medalha de bronze |    |
| ----- | -------------- | --------------- | ---------------- | ----------------- | -- |
| 1     | Alemanha       | 17              | 1                | 15                | 33 |
| 2     | Estados Unidos | 10              | 22               | 11                | 43 |
| 3     | Noruega        | 10              | 3                | 6                 | 19 |
| 4     | Áustria        | 9               | 10               | 10                | 29 |
| 5     | Rússia         | 7               | 9                | 5                 | 21 |
| 6     | Canadá         | 6               | 4                | 5                 | 15 |
| 7     | Suíça          | 6               | 4                | 2                 | 12 |
| 8     | Austrália      | 6               | 1                | 0                 | 7  |
| 9     | Finlândia      | 4               | 1                | 3                 | 8  |
| 10    | Nova Zelândia  | 4               | 0                | 2                 | 6  |
| 11    | Itália         | 3               | 3                | 3                 | 9  |
| 12    | Espanha        | 3               | 3                | 2                 | 8  |
| 13    | França         | 2               | 11               | 6                 | 19 |
| 14    | Chéquia        | 2               | 1                | 2                 | 5  |
| 15    | Países Baixos  | 1               | 3                | 0                 | 4  |
| 16    | Bielorrússia   | 1               | 1                | 0                 | 2  |
| 17    | Polónia        | 1               | 0                | 2                 | 3  |
| 18    | Ucrânia        | 0               | 6                | 6                 | 12 |
| 19    | Suécia         | 0               | 6                | 3                 | 9  |
| 20    | Eslováquia     | 0               | 3                | 6                 | 9  |
| 21    | Coreia do Sul  | 0               | 1                | 0                 | 1  |
| 22    | Japão          | 0               | 0                | 3                 | 3  |

## Países Participantes
Um total de 36 países participaram nestes Jogos:
| - RSA África do Sul - GER Alemanha - AND Andorra - ARM Armênia - AUS Austrália - AUT Áustria - BLR Bielorrússia - BUL Bulgária - CAN Canadá - KAZ Cazaquistão - CHI Chile - CHN China - KOR Coreia do Sul - CRO Croácia - DEN Dinamarca - SVK Eslováquia - ESP Espanha - USA Estados Unidos | - EST Estônia - FIN Finlândia - FRA França - GBR Grã-Bretanha - GRE Grécia - HUN Hungria - IRN Irã - ITA Itália - JPN Japão - NOR Noruega - NZL Nova Zelândia - NED Países Baixos - POL Polônia - CZE Chéquia - RUS Rússia - UKR Ucrânia - SWE Suécia - SUI Suíça |